# Závadka (Prešov)
Závadka (in ungherese Homonnazávod) è un comune della Slovacchia facente parte del distretto di Humenné, nella regione di Prešov.